# Laura Laß
Laura Laß (* 22. März 1984 in Berlin, bürgerlicher Name: Laura Gettwart) ist eine ehemalige deutsche Schauspielerin und Synchronsprecherin.

## Leben
Bekannt wurde Laß durch die KiKA-Serie Schloss Einstein, in der sie von 1998 bis 2000 und 2001 bis 2004 die Rolle der Katharina Börner spielte. Nebenrollen spielte sie insbesondere in den TV-Serien Dr. Sommerfeld – Neues vom Bülowbogen und SOKO Wismar. Laß hat eine Schauspielausbildung an der Filmschauspielschule Berlin abgeschlossen.
Laura Laß ist verheiratet. Sie lebt in ihrer Geburtsstadt Berlin und arbeitet als freischaffende Künstlerin. Sie hat zwei Kinder.

## Ausbildung
- 2005–2007: Schauspielausbildung an der Filmschauspielschule Berlin

## Filmografie

### Fernsehen
- 1998–2007: Schloss Einstein (Fernsehserie, KiKA, 79 Folgen)
- 2001–2003: Dr. Sommerfeld – Neues vom Bülowbogen (Fernsehserie, Das Erste, 3 Folgen)
- 2001: Alarm für Cobra 11 – Die Autobahnpolizei – Todesfahrt der Linie 834, RTL Television
- 2002, 2003: Streit um drei (ZDF, 2 Folgen)
- 2003: Tatort: Rotkäppchen (Das Erste)[8]
- 2004: SOKO Wismar[9] – Katz und Maus (ZDF)
- 2007: Ahornallee (Seifenoper, RTL-Television)
- 2010: Hanna – Folge deinem Herzen (Telenovela, ZDF)
- 2011: Polizeiruf 110: Zwei Brüder (Das Erste)

### Kino
- 2003: Auf Angriff (Kurzfilm)
- 2011: Giants and Giants (Kurzfilm)
- 2013: Hausverbot (Teaser)